# Estria
Una estria és una lesió cutània molt freqüent que apareix en zones en la qual la pell se sotmet a tensió i en plecs cutanis. Consisteixen en múltiples bandes linears de pell atròfica de diversos centímetres de longitud. En la Classificació Internacional de Malalties, 10a edició (CIM-10), apareixen sota el codi L90.6.

## Etiologia

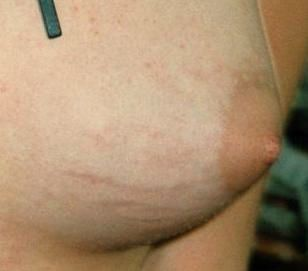
Estries en una mama femenina

Les estries apareixen en situacions en què hi ha un creixement ràpid d'una zona del cos que sotmet la pell a estirament. Típicament apareixen en l'adolescència, en l'abdomen de les dones embarassades, de les que un 55% a un 90% poden desenvolupar estries, o en l'abdomen i les cuixes d'aquelles persones que s'han engreixat de forma ràpida. També poden aparèixer estries com una manifestació de la síndrome de Cushing i en pacients tractats amb glucocorticoides sistèmics o amb glucocorticoides tòpics d'elevada potència de forma prolongada. En la fisiopatologia de les estries hi intervenen factors hormonals relacionats amb un excés de corticoesteroides, efectes físics de la distensió de la pell i factors genètics i familiars.

## Histologia
La epidermis i la dermis perden gruix. Al principi el col·lagen es disposa en forma de fibres elàstiques fines paral·leles a la superfície i transversals a la direcció de les estries. Les fibres elàstiques inicialment són fines, però en lesions envellides apareixen engruixides, amb desorganització, escurçament i aprimament de la xarxa de fibra elàstica. La microscopia òptica mostra un aplanament de l'epidermis amb atròfia, pèrdua de crestes Rete i augment dels glicosaminoglicans.

## Simptomatologia clínica

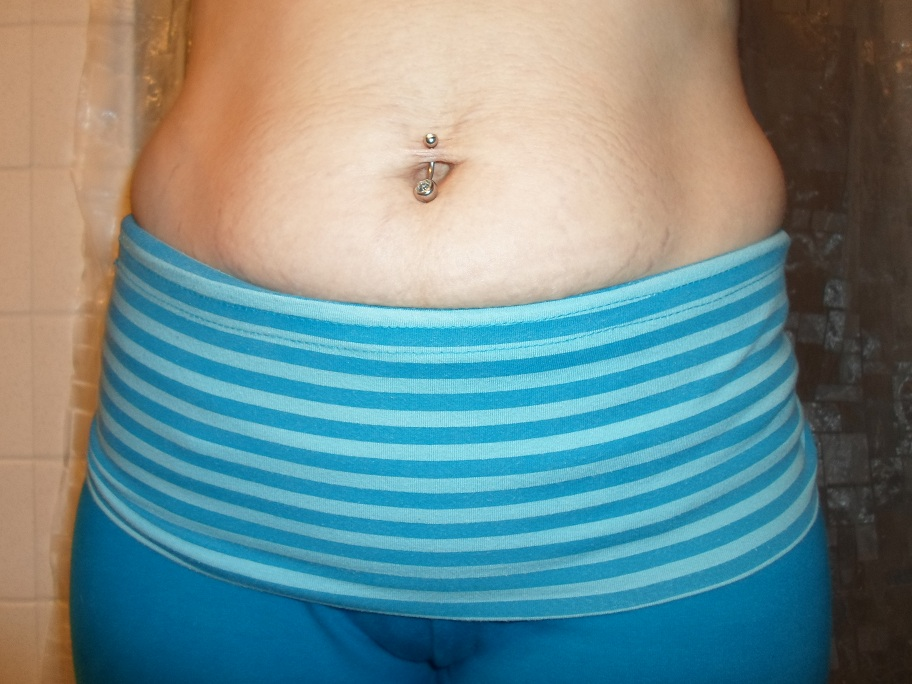
Estries gestacionals en el ventre d'una dona un anys després del part

Les estries son lesions cutànies lineals planes cobertes de pell fina i discretament arrugada. Tenen varis centímetres de longitud i d'un a deu mil·límetres d'amplada. Inicialment, quan apareixent son de color vermell o rosat (striae rubra), posteriorment evolucionen a un to violaci i finalment agafen un color blanc nacrat (striae alba).
En les dones embarassades apareixen en l'abdomen i en les mames, especialment cap al tercer trimestre de la gestació. En els nois adolescents es localitzen en les cuixes, zona lumbosacra i, de vegades, en les espatlles. En les noies adolescents les estries apareixen en mames, cuixes i natges. En la malaltia de Cushing la distribució és més àmplia. L'ús de glucocorticoides tòpics d'alta potència o en cures oclusives afavoreixen l'aparició d'estries especialment en les zones de flexió (per exemple, aixelles o engonals).
Més enllà de l'efecte estètic i de la preocupació que això pot causar en el pacient, les estries no tenen cap altre rellevància clínica. En els casos en què se sospiti que poden ser una manifestació d'una malaltia de Cushing no coneguda caldria aprofundir en l'avaluació diagnòstica del pacient.

## Tractament
No existeix cap tractament curatiu o preventiu clarament establert. El metge pot donar informació al pacient respecte al caràcter benigne de les lesions i sobre que amb el temps es tornen menys aparents.
S'han proposat diversos tractaments incloent retinoides tòpics, microdermoabrasió, radiofreqüència polsada, i varis tipus de teràpies amb làser que poden tenir algun efecte beneficiós.Tanmateix, no hi ha proves científiques que avalin de forma sòlida la utilitat d'aquests tractaments.
Existeixen en el mercat diversos preparats emol·lients tòpics de venda lliure que inclouen vitamina E, àcid hialurònic, oli d'oliva, mantega de cacau, oli d'ametlles, extracte de Centella asiàtica o àcids grassos per la prevenció de l'aparició d'estries en dones embarassades, tot i la incertesa sobre si n'hi ha algun que aporti alguna efectivitat.

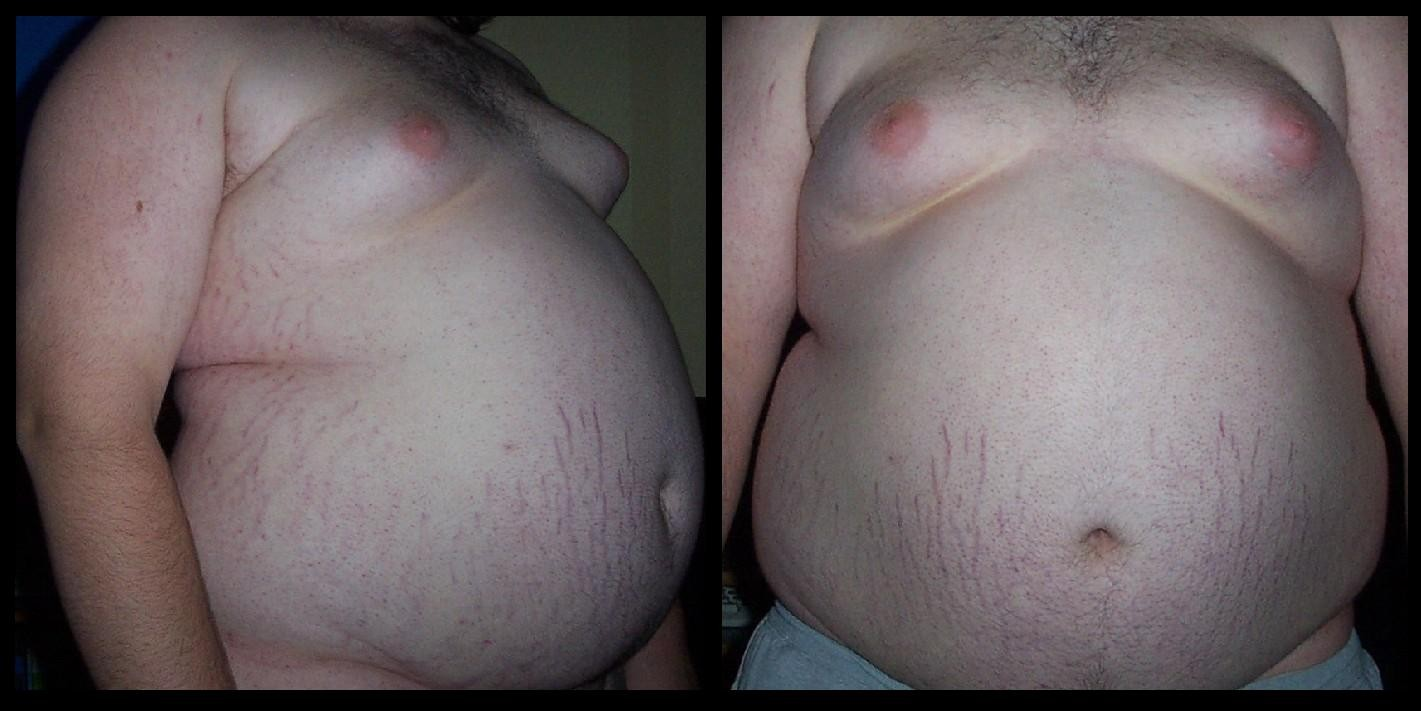
Estries en l'abdomen d'un home obès